# قلعة الخوابي

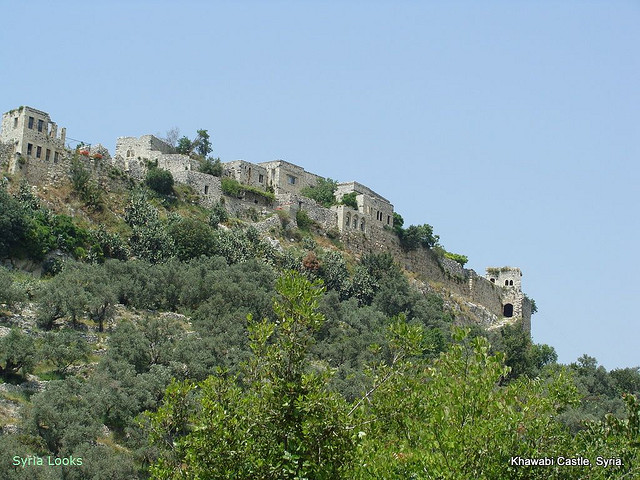
قلعة الخوابي

قلعة الخوابي هي قلعة سورية تقع في منطقة الشيخ بدر التابعة لمحافظة طرطوس. تبعد عن مدينة طرطوس حوالي 20 كيلومترًا إلى الشمال، وتبعد عن مدينة بانياس 30 كيلومترًا باتجاه الشرق. يبلغ طولها 350 متراً بينما تبلغ 200 متر عرضا. عادت مجموعة من السنة للعيش في البلدة المحيطة بالقلعة في القرن التاسع عشر، ولا يزالون يعيشون في أبنيتها القديمة.

## أصل اسم القلعة
تعود تسمية القلعة باسم الخوابي إلى الخابية، وترد في مصادر أخرى "الجوابي"، ومعنى الجابية باللغة الآرامية مكان الحفظ والتخزين.

## تاريخ القلعة
يعود تاريخ بناء القلعة إلى القرنين العاشر والحادي عشر الميلاديين، وكانت القلعة بحوزة محمد بن علي حامد، الذي سلمها للصليبيين في عام 1011 م وجدد بناءها سنان راشد الدين عام 1160 م.
في عام 1213 هاجم بوهيموند الثاني قلعة الخوابي وحاصرها بعد قتل ابنه، ثم فك الحصار عنها لوساطة قام بها أمير حلب الظاهر غازي. وقد ضعف حكام القلعة نتيجة لخلافاتهم الداخلية وخاصة في زمن المماليك فاحتمت القلعة بالاستبارية وظلت تدفع لهم جزية سنوية حتى أيام الظاهر بيبرس، فعرض اصحاب هذه القلعة صداقتهم على بيبرس وارسلوا إليه الأموال التي كانوا يدفعونها إلى الاستبارية إلا أن بيبرس انتهز فرصة الصلح الذي عقده عام 1267 مع الاستبارية واستولى على القلعة وعلى باقي قلاع الدعوة وطلب منهم الجزية التي كانوا يدفعونها للاستبارية، وظلت الامور على حالها حتى عام 1269 م حيث طلب نجم الدين حسن بن شعراني صاحب القلاع لبيبرس تخفيف الضريبة عن شعبه فعزله الظاهر بيبرس.

## محطات في تاريخ القلعة

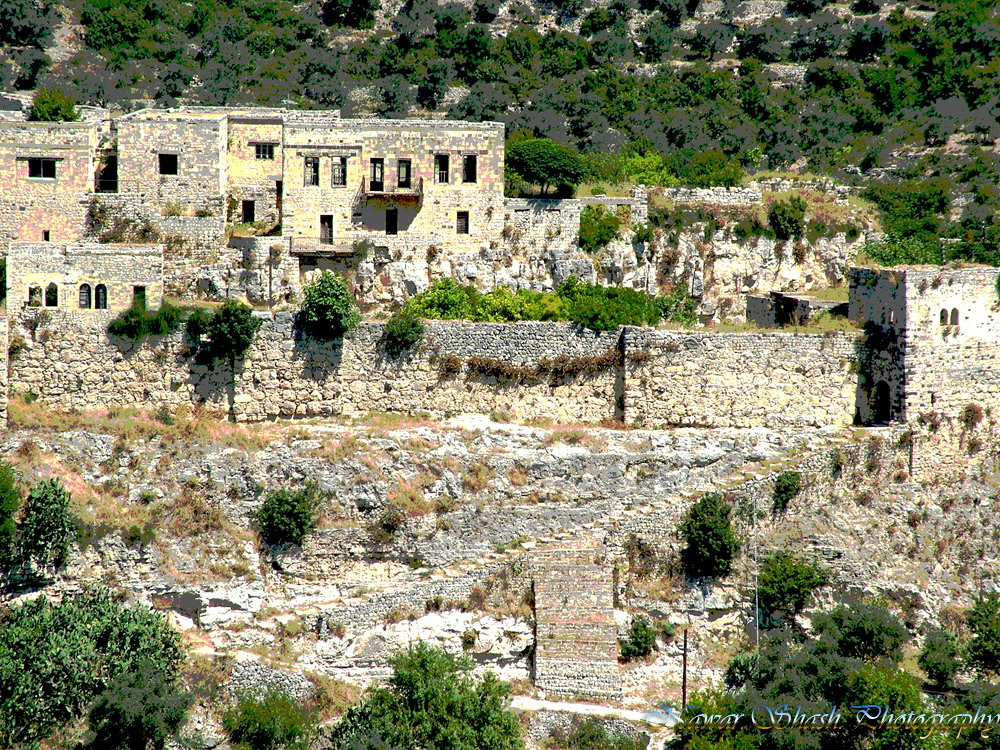
قلعة الخوابي

- قلعة الخوابيحوالي 1140 م (535 هـ): سيطر الإسماعيليون على عدة حصون في جبل بحراء من بينها الخوابي، والرصافة والمرقب، والقليعة. وهي التي باتت تعرف باسم قلاع الدعوة.
- في وقت ما بعد 1160 م (555 هـ): أعاد القائد الإسماعيلي راشد الدين سنان (توفي عام 1193 م ـ 589 هـ) بناء الخوابي وكذلك حصن الرصافة.
- مع حلول ذي القعدة 671 هـ/أيار 1273 م: استسلمت الخوابي، والقليعة، والمرقب لبيبرس وجيوش المماليك.[3]

## مباني القلعة
تتميز قلعة الخوابي بموقعها الحصين والاستراتيجي المحاط بالوديان (وادي الخوابي) من كافة الجهات، وبالأقبية الأرضية المنتشرة في كافة أرجاء محيطها، وكغيرها من قلاع المنطقة استخدمت القلعة لأغراض حربية، وكغيرها من القلاع يتم الصعود إليها عن طريق بوابة وحيدة من جهة الشرق وتحديدًا على سلم حجري، وهي مرتبطة بقلعة الكهف.
تتألف القلعة من حارتين:
- الأولى: حارة سنان راشد الدين، وهي أعلى مرتفع من مركز القلعة وقد زالت معالمها الأثرية بسبب إقامة الأبنية الحديثة فوقها وفيها مسجد جدد بنائه في العهد العثماني بإدخال صخرة بازلتية سوداء وضعت فوق عتبة البوابة كتب عليها توقيفات حميدية عام 1310هـ، وقد احتفظت هذه الحارة على بعض من معالمها القديمة كالأقبية ومرابط الخيل، أما ما تبقى فقد أصبح أطلالًا من الحجارة يتوزع فيها عدد من الآبار.[4]
- الثانية: حارة السقي، ولم يبق منها شيء على الإطلاق، وهي عبارة عن أطلال من الحجارة المختلفة الأحجام لبيوت سكنية قديمة.[4]

## معرض صور

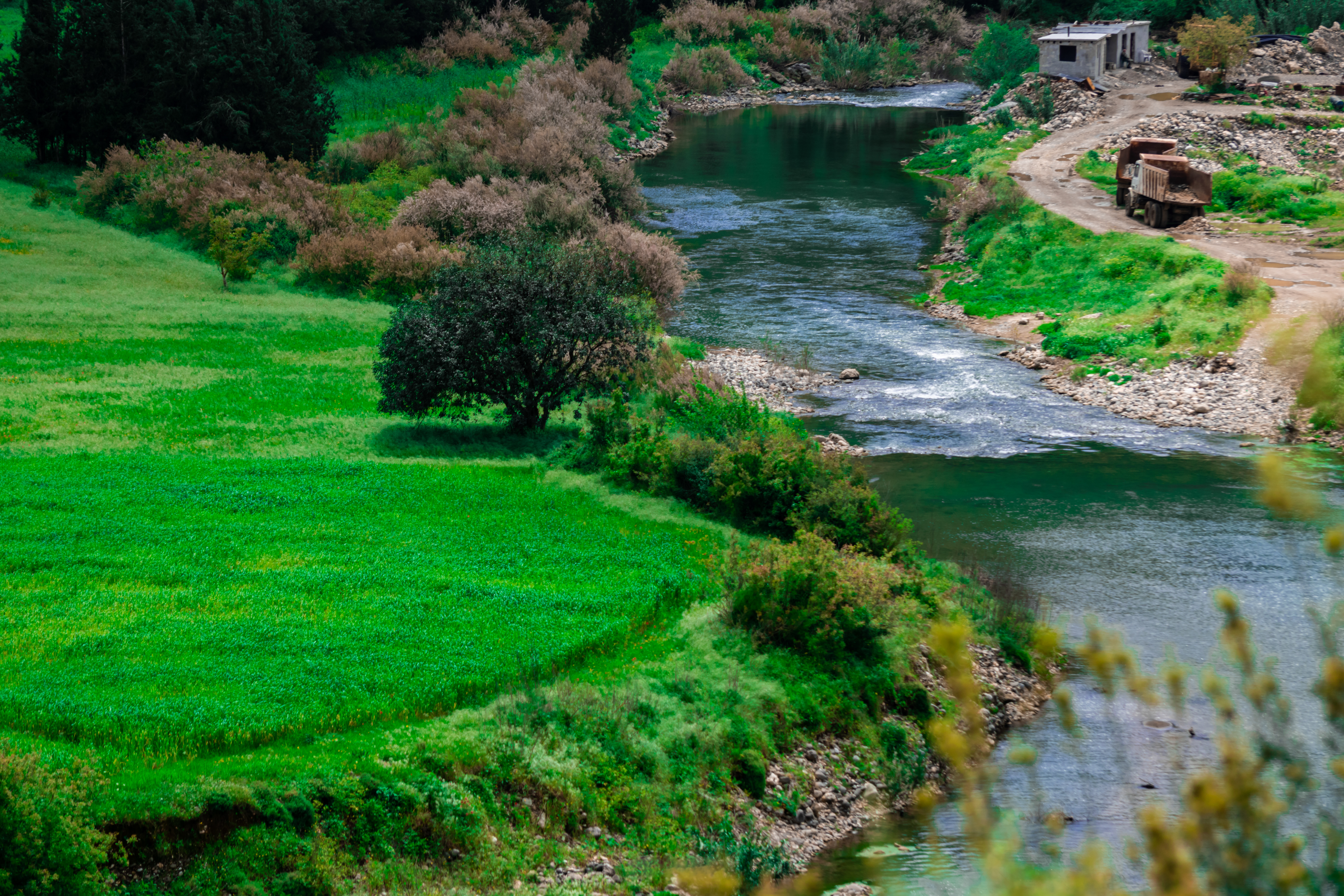
نهر الخوابي
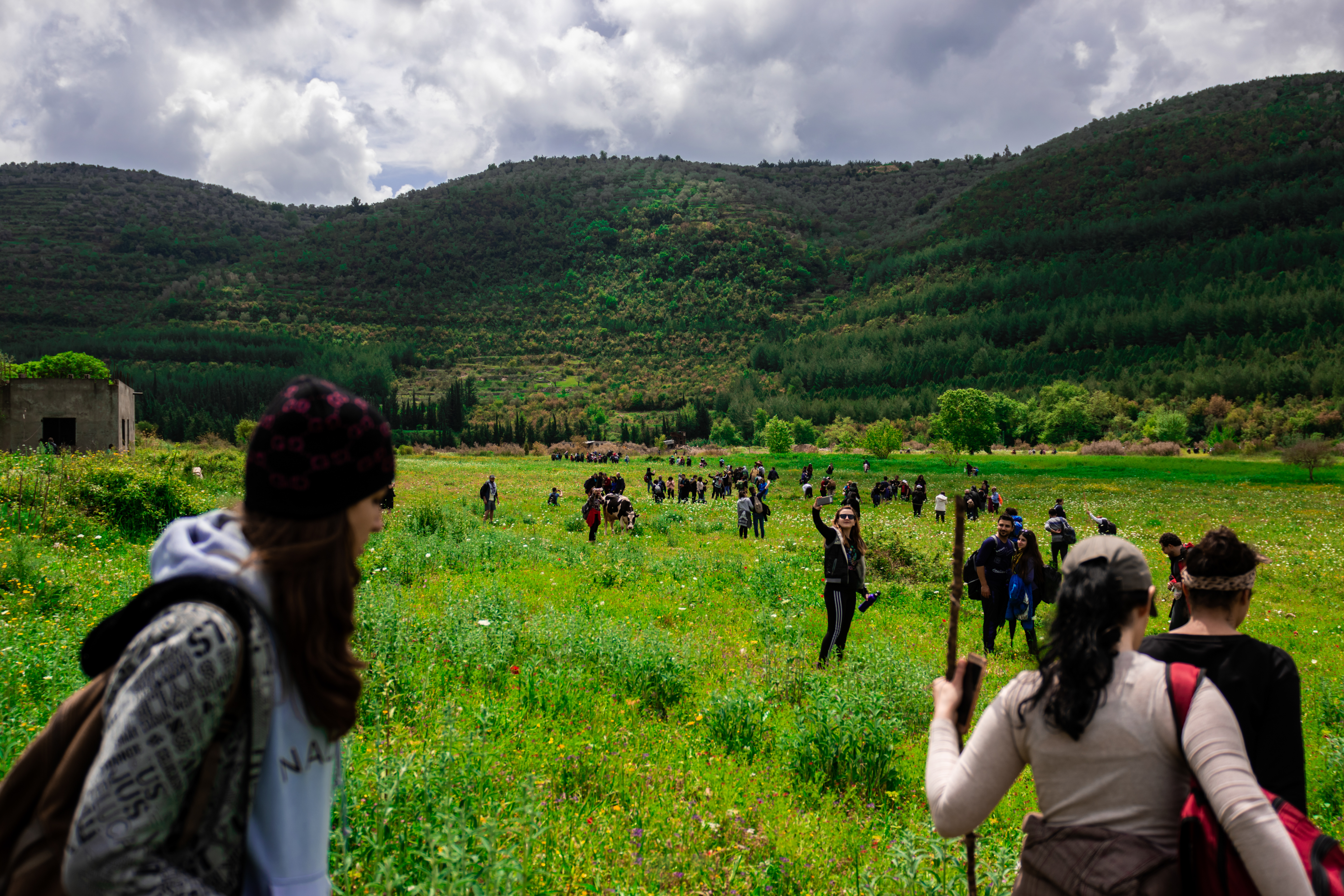
نهر الخوابي